# Zemst-Bos
Zemst-Bos, kortweg ook Bos, is een sterk uitgegroeid gehucht in de Vlaams-Brabantse gemeente Zemst. Zemst-Bos telt een duizendtal inwoners en bestaat uit kleinschalige verkavelingen aan weerszijden van een woonlint langs de Spiltstraat, die de dorpen Zemst, Eppegem en Zemst-Laar met elkaar verbindt.

## Toponymie
In de late 18e eeuw werd Zemst-Bos vermeld als zowel Sempsebosch en Sempse Bosch als Bosch onder Sempse of zelfs Bosch Sempse. In de 19e eeuw werd geleidelijk aan Sempst Bosch de gebruikelijke spelling. Na de Tweede Wereldoorlog werd de schrijfwijze aangepast tot het huidige Zemst-Bos. De naam verwijst naar het historische bosachtige karakter van de plaats.

## Geografie

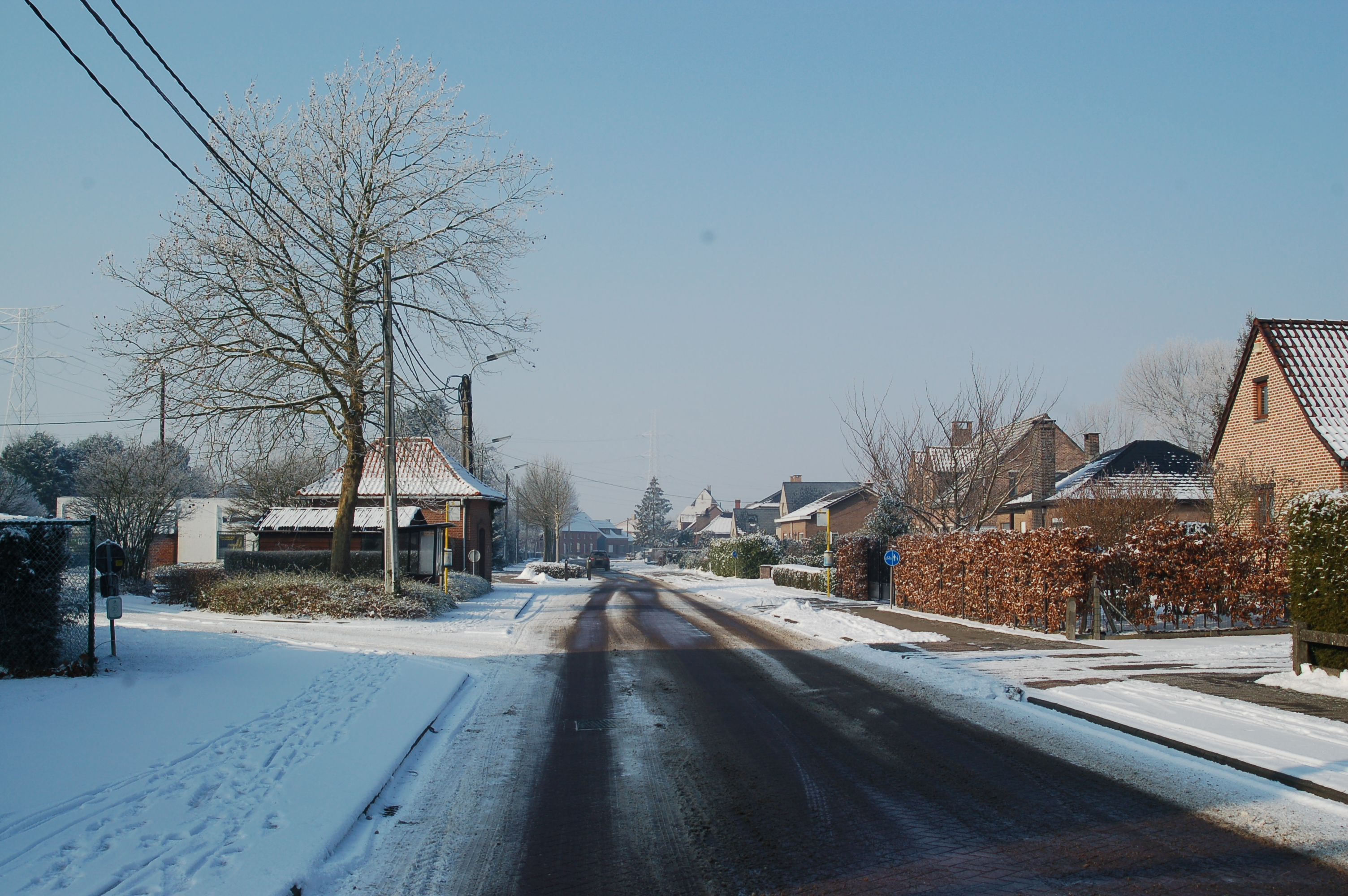
Het Spilt gezien van op de Spiltstraat, februari 2012.

Ter hoogte van de Kesterbeek ligt Zemst-Bos op zo'n 12 meter hoogte, de rest ligt op 13 meter hoogte. Het laagste punt in de omgeving wordt gevormd door de vijver van het Dalemansbos, ten noordoosten van het gehucht (11 meter hoogte). De hoogste punten van Zemst-Bos liggen bij Haverenblok en het Zwartland (15 meter).

### Hydrografie
Ten westen van de plaats stroomt de Laarbeek die tevens de grens tussen Zemst en Grimbergen vormt. Centraal loopt de Kesterbeek, die net als de Laarbeek in noordelijke richting stroomt. De Kesterbeek vormt direct ten noorden van het gehucht een drassige zone, vooraleer deze zich naar het noorden en noordoosten begeeft om eveneens bij de Eglegemvijver in de Zennevallei uit te komen. De Laarbeek stroomt door het zeer drassige Kollinten vooraleer deze ten noorden van het Bos van Aa in de Aabeek uitmondt, een zijbeek van de Zenne. Vijfbunder-Spilt en het Zwartland bevinden zich op de waterscheiding tussen Laarbeek en Kesterbeek.

## Geschiedenis

### Romeinse tijd
In 1997-1998 werd het grootste archeologisch onderzoek ooit in Vlaanderen gehouden, namelijk bij de aanleg van de vTn-I aardgasleiding. De hele sleuf voor deze leiding werd onderzocht van in Voeren tot in Zeebrugge. Deze leiding loopt ook doorheen het Zwartland, het gehuchtje bij de landelijke Verbeetweg in het westen van Zemst-Bos. Er werden enkele niet te dateren kuilsporen gevonden, maar in een groep van kleine, onregelmatige kuilsporen werd ook één Romeins oxiderend gebakken bodemfragment ontaard.

### Late middeleeuwen
In deze late middeleeuwen bestond de streek uit een enorm bosgebied. Vanuit enkele ontginningsboerderijen werd toen al begonnen met de ontginning en de kap van deze wouden om landbouwgrond te creëren. Het Hof van Cretenburg in de Nayaker stamt uit de late middeleeuwen, net als enkele andere oude boerderijen. Zo hebben de voorlopers van zowel het Schaliënhof als de Hoeve Laer hun oorsprong als 14e-eeuwse ontginningshoeves.

### 16e eeuw
In de periode van de Spaanse Nederlanden werd de Hoeve Laer alias het Hof ten Spilt door de Spanjaarden omgevormd tot een schanshoeve met grachten eromheen, ter bescherming van de Willebroekse Vaart.
Op de Kapel van de Heilige Familie op het Spilt (anno 1869) staat een gedenksteen van de vlakbij gelegen Hoeve Laer. Op de gedenksteen staat vermeld:
De hoeve Laer met boomgaerd hof en
plantagie zyn verkregen door Jonker Esquens in 't jaar 1595
met de landen daar aanbehoorende
van 1600 tot 1612 de akte van eigendom
berustende in handen van de Baron A. De Radzitzky d'Ostrowick
te Schaerbeek
door hem gebouwt 1869.
De Hoeve Laer (ook wel de 'Spilthoeve') staat tot op de dag van vandaag, weliswaar grotendeels en meermaals verbouwd, vlak bij Het Spilt.

### 17e eeuw
In Zemst-Bos zijn in de 17e eeuw, tijdens de Tachtigjarige Oorlog, verscheidene slachtoffers gevallen. Op 17 mei 1639 doodden Spaanse soldaten Anna Coeckelberchs en Arnoldus Moens, twee mensen van de Zemstse elite die pachtten van de familie de Boischot.
Later in deze eeuw is Zemst-Bos vindbaar op een kaart van Carel Allard uit het jaar 1688. Dit plan, dat grofweg de hedendaagse provincie Antwerpen afbeeldt, toont de twee grootste hoven van het gehucht. Het betreft het Hoff ter Bosch (als Bosch) en de voorloper van het huidige landhuis Linterpoorten (als Lynterpoorten).

### 18e eeuw

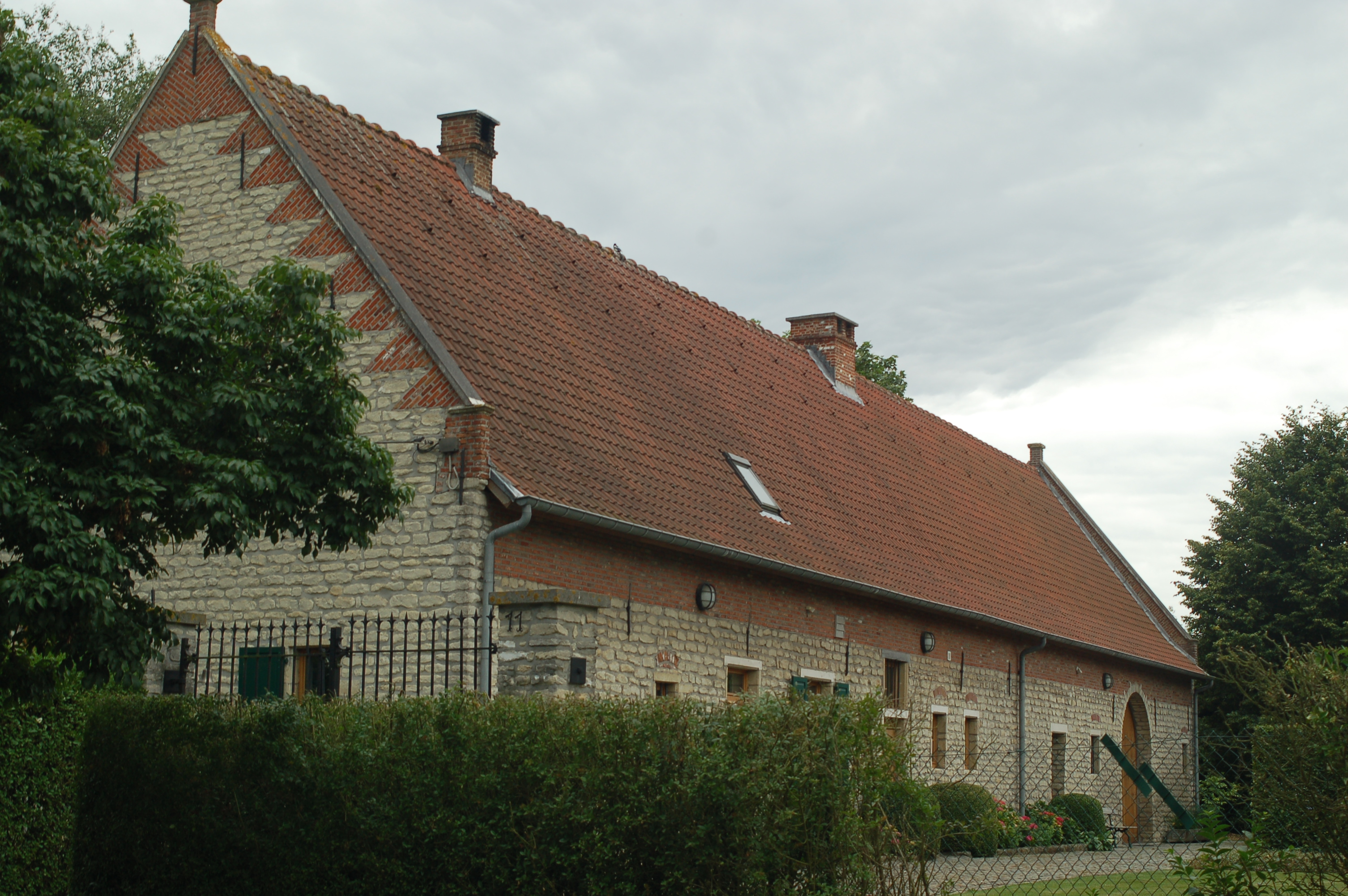
Het Schaliënhof, gebouwd anno 1739

Op de Ferrariskaarten uit de jaren 1770 zijn de Spiltstraat, Bosstraat, Verbeetweg en Heusstraat te zien. Zemst-Bos en de directe omgeving ervan was nog zeer bosrijk en telde een 70-tal gebouwen. De twee bossen die met naam genoemd waren zijn het Grootemeuter Bosch en het Rollekots Bosch. Enkele andere bossen die zichtbaar waren, maar onbenoemd bleven, zijn onder andere het Verbertbos, Hogenbos, Heustbos en de Duivenmeuter. Het Hoff ter Bosch was bij verre het meest noemenswaardige gebouwencomplex van de plaats. Het bestond alles tezamen uit zo'n acht gebouwen met ook een grote tuin en vijver. Het Hof ter Bosch bevond zich waar vandaag de Bosstraat en de Linterpoortenlaan samenkomen, het enige zichtbare restant is de vijver. Rondom deze pachthoeve en het Schaliënhof was er een grote boomgaard, die zich uitstrekte van daar tot waar nu de Kesterbeek loopt. Ook de blok tussen de Linterpoortenlaan en de Stijn Streuvelslaan was één grote boomgaard. Alhoewel de twee belangrijkste hoven zich daar bevonden, stonden de meeste huizen toch in de buurt van het Spilt.

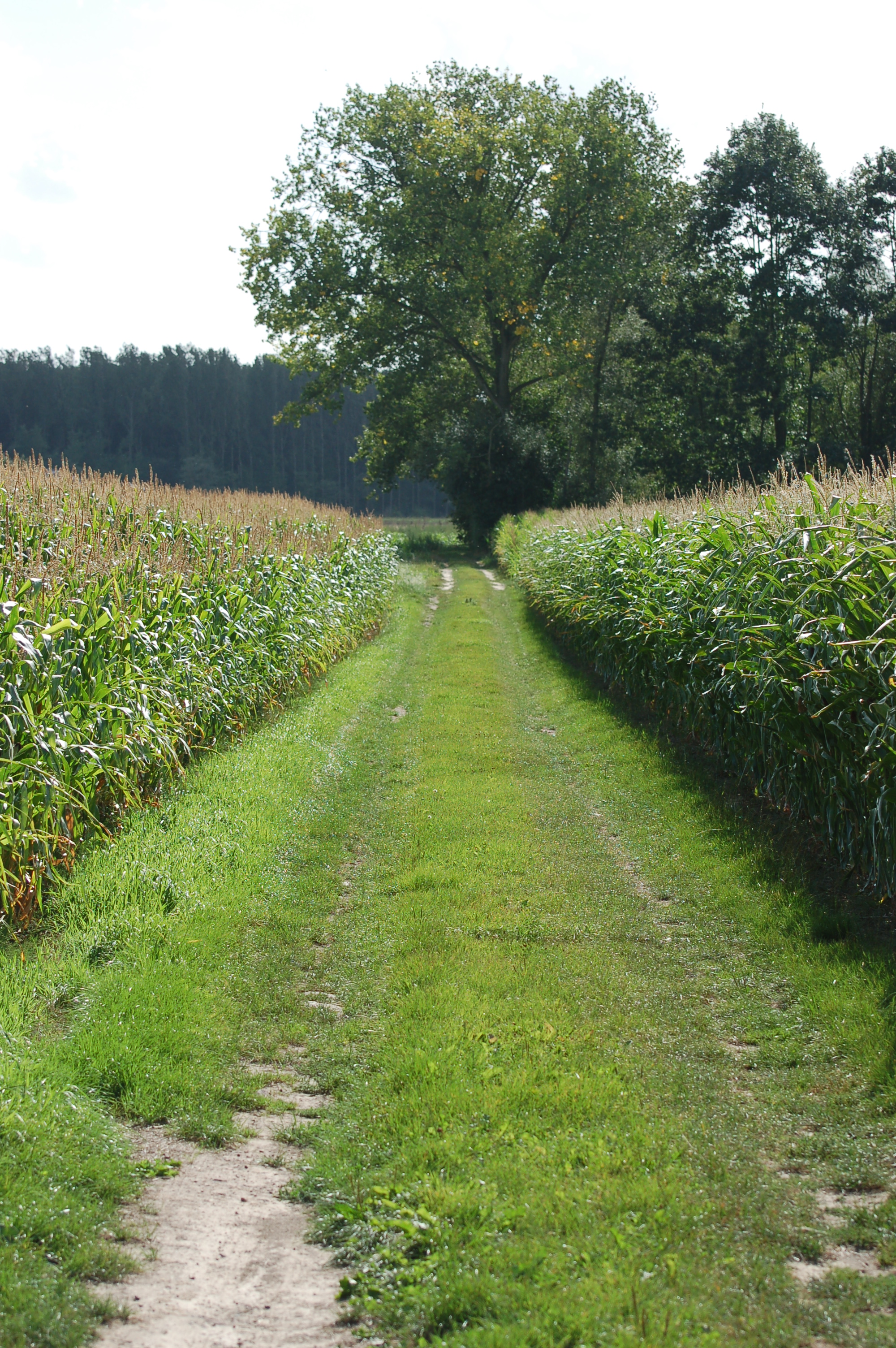
Veldweg richting de door bomen omringde 'Sooikesikhoeve'. Op de achtergrond staat het Kattemeuterbos.

### 19e eeuw
Het gehucht verloor reeds in de late 18e en vroege 19e eeuw heel wat van zijn typerende bossen. Er waren wel halverwege de negentiende eeuw wel nog steeds een aantal kleine bosjes rondom het gehucht, de meesten niet veel groter dan een paar hectare. Dit waren ten zuiden van de Stijn Streuvelslaan het Klootbos, op de hoek van de Heusstraat en de Haverenblok het Heustbos, verder de Haverenblok in de Duivenmeuter en het Boekbos, aan het einde van de Bos-van-Steenstraat het Bos van Steen en op Het Zwartland het Hogenbos, Stomkensbos, Brusselaersbos en het Abos. Er stonden een honderdtal gebouwen. Ook waren heel wat straatnamen toen anders dan de huidige benamingen. De Heusstraat vanaf de Haverenblok tot aan de Korte Heusstraat heette ook Heuststraet, maar de andere helft Kaelborgstraet. De Korte Hagenstraat was de Taeblokstraet, de Bosstraat was de Ezelbroekstraet, de Linterpoortenlaan tot aan het kasteel was Bosdries Straet, de eerste helft van de Verbeetweg was Verbeertstraet geworden en de andere helft de Verbeertweg.
Op de Popp-kaarten, die ook uit de jaren 1850 zijn, staan Bosch en Spilt overigens als afzonderlijke gehuchten vermeld. Het Spilt kan dan ook gezien worden als een buurt van Zemst-Bos.
In de 19e en vroege 20e eeuw stond het gehucht bekend als een plaats waar geregeld wildstroperij plaatsvond. Heden herinnert de wandelroute Stroperspad aan dit verleden. De plaats had tot halverwege de 20e eeuw meer dan tien cafés. Het kleine boerenplaatsje werd voorts opgefleurd door de hoeve Schaliënhof (waar bedelaars na een gebedje te eten kregen) de Hoeve Spilt, die als boerderij werd gebruikt tot 1965 en het Blaesvelthof. Ook de lemen huisjes gaven een fraai uitzicht aan het gehucht.

### Religieus conflict
Op 5 januari 1874 werd Zemst-Bos van de kerkparochie Zemst-Sint-Pieter overgeheveld naar de parochie Zemst-Laar. De inwoners van Bos waren hiervan niet van tevoren op de hoogte gebracht en boden felle tegenkanting. De burgers van het gehucht wilden deel blijven uitmaken van de Zemstse Sint-Pietersparochie in plaats van naar de kerk van Zemst-Laar te gaan. Nagenoeg alle inwoners bleven naar de kerk van Zemst gaan en in deze periode waren er bijna dagelijks gevechten en iedere zondag betogingen tegen de pastoor van Laar. Drie maanden later stroomden vele mensen met kinderen de Sint-Pieterskerk in Zemst binnen, sloten de pastoor van Zemst op en lieten hem niet buiten voordat de kinderen gedoopt waren in Zemst. Er was zo'n grote sociale druk dat de weinige mensen die hun kinderen wilden laten dopen in Laar dit niet eens durfden. De andere inwoners van de gemeente Zemst vonden dit alles schandalig en heiligschennend. De strubbelingen tussen Zemst-Bos en het naburige Zemst-Laar zouden nog vele decennia blijven duren.
Het conflict bleef voortduren en in de jaren 1930 speelde de lokale inwoners Corneel Goovaerts de rol van dominee. Op zondagen riep hij de inwoners bij elkaar en verkondigde dat niemand naar de kerk van Laar moest gaan, zelfs niet wanneer bevolen. In 1936 hadden Goovaerts en enkele kompanen in het anti-Laarse protest voor een grote menigte een stropop geplaatst die de pastoor van Laar moest voorstellen. Deze pop werd daarop "geëxecuteerd" door er onder andere op te schieten, er met een hakbijl op te slaan en ze uiteindelijk in brand te steken.
Sommige mensen gingen door heel de situatie liever niet meer naar de kerk dan naar Laar te gaan, wat toen erg ongewoon was. In de rest van de gemeente had men de buik stilletjes aan vol van de opstandige "Bosuilen" en er werd actie ondernomen. De burgemeester van Zemst liet tegenover de jongensschool in Laar een kleine gevangenis met twee stevige cellen bouwen. Geregeld moesten enkele herrieschoppers er een nachtje doorbrengen. Dit cellengebouw stond lange tijd leeg tot het werd afgebroken in 1991. Corneel Goovaerts, de leider van de opstandigheid, overleed onder geheimzinnige omstandigheden. De man woonde in een bakoven en op een dag verkoolde zijn lichaam helemaal toen zijn geweerpoeder ontvlamde. Sommigen zagen er een mogelijk moordcomplot af, anderen zag het als een straf van God zelf. 
Alleszins brak niet veel later de Tweede Wereldoorlog uit en na deze ingrijpende periode was het grotendeels gedaan met de volksopstanden. Geleidelijk aan werd het conflict tussen Bos en Laar eerder iets van de lokale folklore.

### Tweede Wereldoorlog
Zemst-Bos werd in de Tweede Wereldoorlog vrij hard getroffen. Op 26 mei 1943 werd een Wellington bommenwerper die op weg was voor een luchtaanval op Düsseldorf omstreeks 2u40 neergeschoten door een Duitse Me-110 nachtjager. Het vliegtuig stortte neer in de velden tussen de Korte Heusstraat en de Verbeetweg en de brokstukken ervan lagen op een zeer grote oppervlakte verspreid. Een deel van de bemanningsleden sprong er nog uit met de parachute, maar het vliegtuig was al te laag en vloog nog te snel. Alle zes bemanningsleden kwamen om het leven; ze werden begraven in Evere.
Op 2 december 1944 deed er zich opnieuw een dodelijk evenement voor, ditmaal met burgerslachtoffers. In een bocht van de Bosstraat viel er een V1-bom die drie woonhuizen volledig vernietigde. Er vielen vier slachtoffers te betreuren bij de familie De Crée, met name de huisvader, zijn zoontje en twee nichtjes die toevallig op bezoek waren. Om deze familie te helpen werd er een inzameling gedaan in Bos en Laar, waarvan de opbrengst relatief groot was. Er viel later nog een V1-bom op een alleenstaand huis in de Haverenblok. Ook hier was de verwoesting compleet, maar de inwoners waren gelukkig niet thuis op dat moment.
Een laatste V1-bom viel in de buurt van de kruising van de Bosstraat en Spiltstraat, zij het zonder veel erg. Tegen het einde van de Tweede Wereldoorlog was er ter hoogte van die splitsing trouwens ook een hele tijd een klein kamp waar gewonde geallieerde soldaten op krachten kwamen. De inwoners van het Schaliënhof, waaronder de Grimbergse abt Augustinus Cantinjeau, toonden zich ook tijdens de Tweede Wereldoorlog als weldoeners. Hongerige inwoners konden dagelijks bij hen wat eten krijgen in ruil voor een vaderons of weesgegroetje.

### 21e eeuw

#### Groei van de plaats
Rond de millenniumwissel en in de jaren erna werd er in Zemst-Bos nog steeds heel wat bijgebouwd. Er werden veel huizen bijgebouwd op de Spiltstraat, maar ook verschillende nieuwe straten aangelegd, waaronder de Kesterbeekweg, de Bos-van-Steenstraat en een zijarm van de Schaliënhofstraat. De inwoners zijn vooral gezinnen uit de Vlaamse middenklasse.

#### Windhoos
In de nacht van 16 op 17 juni 2002 kreeg Zemst-Bos een stevige windhoos te verduren. Veel dakpannen werden van de daken gesleurd en enkele fruitbomen werden met wortelstelsel en al uit de grond gerukt. De bijna honderd jaar oude canadapopulier in de Verbeetweg (ook wel "den dikken boom" genoemd), een heus natuurmonument, overleefde die dag niet.

#### Verbeteringswerken
Van 2011 tot 2013 werden in heel Zemst-Bos grote werken uitgevoerd. In het eerste deel werden zowel een stuk van de Verbeetweg, Vijfbunderweg en Bosstraat verbreed en werden hier aardgasleidingen en riolering aangelegd. Dit gebeurde in een tweede fase ook bij stukken van de Spiltstraat, Stijn Streuvelslaan en Linterpoortenlaan in de buurt rond de Kesterbeek. De twee laatst genoemde straten kregen ook nieuwe fietspaden. Begin 2013 volgde de asfaltering van het bebouwde deel van de Schaliënhofstraat. Ook bouwde Aquafin van 2013 tot 2015 aan een groot waterzuiveringsstation op de Kesterbeek, die vooral vervuild wordt door de industrie aan de Verbrande Brug en enkele aanpalende woonsten.
In september 2015 begon er een nieuwe fase van verbeteringswerken, zo kregen nu ook de stukken van de Bosstraat en Verbeetweg die buiten het woonuitbreidingsgebied liggen een nieuwe asfaltlaag. De huisnummers 92 tot en met 102 van de Bosstraat sloot de gemeente aan op het rioleringsnetwerk en de beken werd beschermd tegen inspoeling.

#### Erkenning voor het Zemst-Bos
Op woensdag 29 augustus 2012 kreeg Zemst-Bos naamborden en werd het gehucht na eeuwen door de gemeente voor het eerst erkend. De plaatsnaamborden werden aangevraagd door de toen 15-jarige inwoner Yannis Cleymans, wiens familie al honderden jaren in de plaats woont. Hij organiseerde ook een petitie die 220 handtekeningen opleverde. De borden werden feestelijk ingehuldigd met ruim 100 Bosuilen, plaatselijke politici en sympathisanten. Het café Den Amadeus schonk daarenboven een gratis vat bier. Het project genoot grote mediabelangstelling, onder meer via het Eén-programma Iedereen beroemd en Radio 2.
Tijdens de nacht van 30 september op 1 oktober werden beide plaatsnaamborden door onbekenden gestolen. Op 10 oktober werd een van de borden teruggevonden en door inwoners teruggeplaatst. Dit gold niet voor het andere en het gemeentebestuur wilde geen nieuw bord plaatsen aan de Eppegemse kant totdat de wegenwerken er afgerond waren. Het bord werd uiteindelijk pas vervangen op 17 juni 2013, meer dan acht maanden later.

## Bos-Kermis
Vanaf begin 20e eeuw werd in Zemst-Bos, net als in vele plaatsen in de streek, een kermis georganiseerd. Er waren enkele kleine attracties en heel soms een paardenmolen. Bos-Kermis wordt tot op de dag van vandaag nog steeds jaarlijks gehouden op de parking van Café Den Amadeus, het enige overgebleven café in het gehucht.

## Sport en ontspanning
Sinds eind jaren 1970 bevindt zich in Zemst-Bos de wielertoeristenclub "WTC Zemst-Bos", met als uitvalsbasis café Den Amadeus. De club werd onder andere opgericht door het succes van dorpsgenoot Jan Lauwers.
Een mannenvoetbalploeg heeft het gehucht nooit gekend, maar van 1974 tot 1979 bevond er zich in Zemst-Bos wél een vriendschappelijke vrouwenvoetbalploeg. Deze droeg de naam VK Spilt en had groen en wit als clubkleuren.
De Zemstse fietsroute "De 8 van Zemst" passeert door de plaats, net als een wandelroute van zo'n 9 km, het Stroperspad. De wandelroute begint aan de sporthal van Eppegem en de fietsroute aan de Schranshoeve in Eppegem.

## Waterwinning

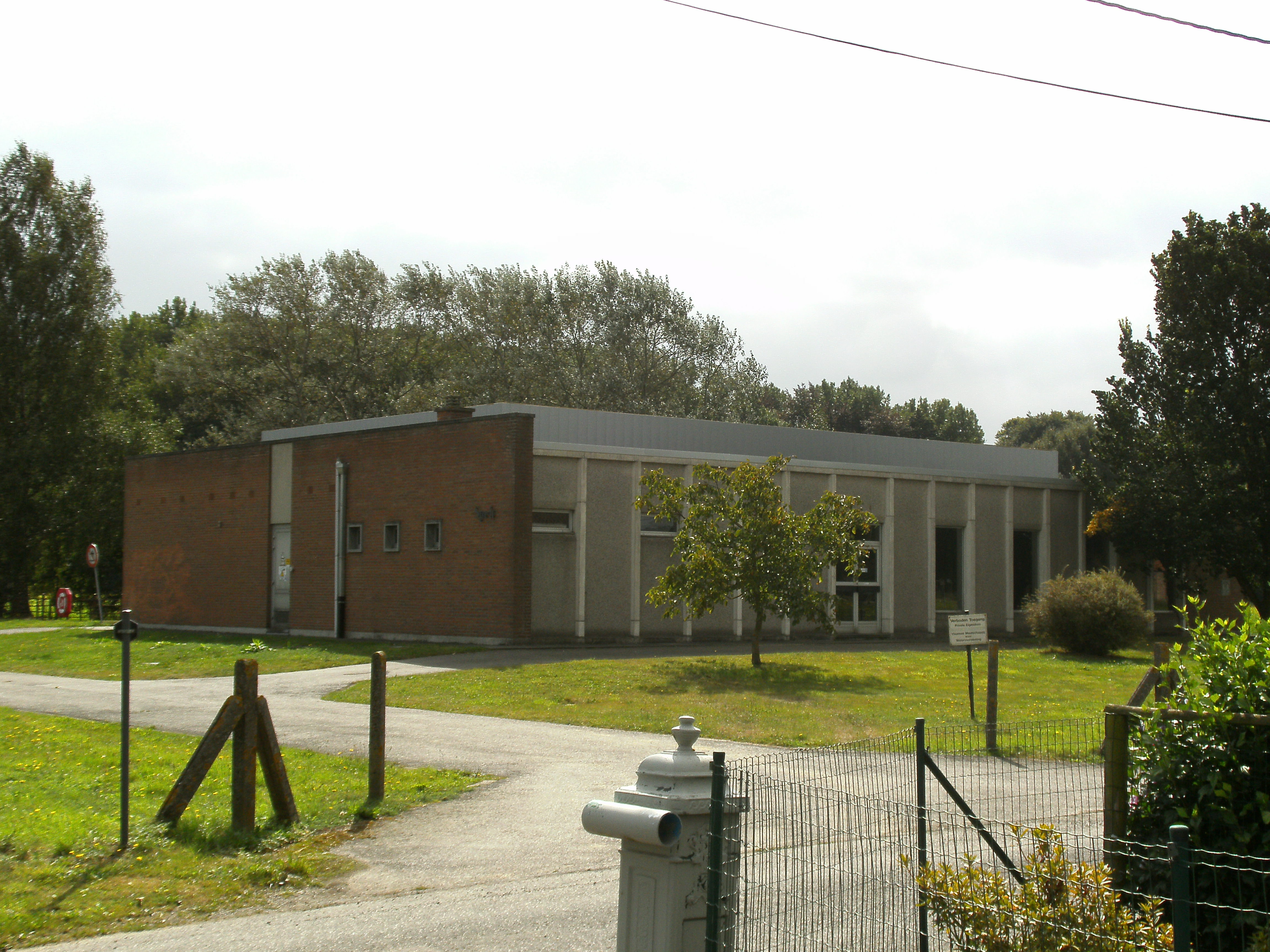
Voorkant van waterwinningscomplex "Spelt" op Het Zwartland.

In de Verbeetweg, op Het Zwartland, bevond zich van 1978 tot 2019 een waterwinningsinstallatie waar dagelijks tot anderhalf miljoen liter grondwater naar boven werd gestuwd. Dit water werd in de distributieketen gepompt en als drinkwater gebruikt.
In de zomer van 2012 werd de achterkant vernieuwd en verfraaid en werd ook het dak hersteld. Begin 2019 werd het oppompen van water weliswaar definitief gestaakt en in november van dat jaar werd het gebouw met de grond gelijk gemaakt. In 2020 werd een distributiewaterleiding van de watertoren van Mechelen naar de Verbeetweg aangelegd, waardoor de aparte netten aan elkaar verbonden worden. Daarvoor werd er een kleiner gebouw op dezelfde locatie gebouwd worden.

## Openbaar vervoer
In Zemst-Bos was er een gedurende verschillende jaren de mogelijkheid om met de Belbus naar andere deelgemeenten van Zemst te reizen. Het gehucht telde drie haltes, allen gelegen in de Spiltstraat. Vanaf eind 2016 is de Belbus afgeschaft wegens de kleine gebruikersaantallen.

## Bezienswaardigheden
- De Hoeve Laer (of Spilthoeve). Oorsprong in de 14e eeuw als ontginningshoeve, meermaals verbouwd en aangepast. Bevindt zich vlak bij de kruising Spiltstraat-Vijfbunderweg.
- Het Hof van Cretenburg. Oorsprong in de late middeleeuwen als ontginningshoeve. Meermaals verbouwd en aangepast. Bevindt zich in het midden van de verbinding tussen de Bosstraat en de Nayakker.
- Het Blaesvelthof. Een 18e-eeuwse hoeve die zich bevindt op het straatje tussen de Linterpoortenlaan en de Stijn Streuvelslaan.
- Het Schaliënhof. Oorspronkelijk een 14e-eeuwse ontginningshoeve hoeve, huidig uitzicht met natuursteen uit 1739. Het was de woonst van Augustinus Cantinjaeu, abt van de Abdij van Grimbergen. Bevindt zich in de Bosstraat vlak bij de Kesterbeekweg.
- Waterwinningsinstallatie Het Spelt. Drinkwaterwinningsinstallatie achteraan de Verbeetweg.
- Kapel van de Heilige Familie. Een kapel uit 1869, vooral bijzonder voor zijn gedenksteen. Bevindt zich op het Spilt (kruising Vijfbunderweg-Spiltstraat).
- Het Kattemeuterbos

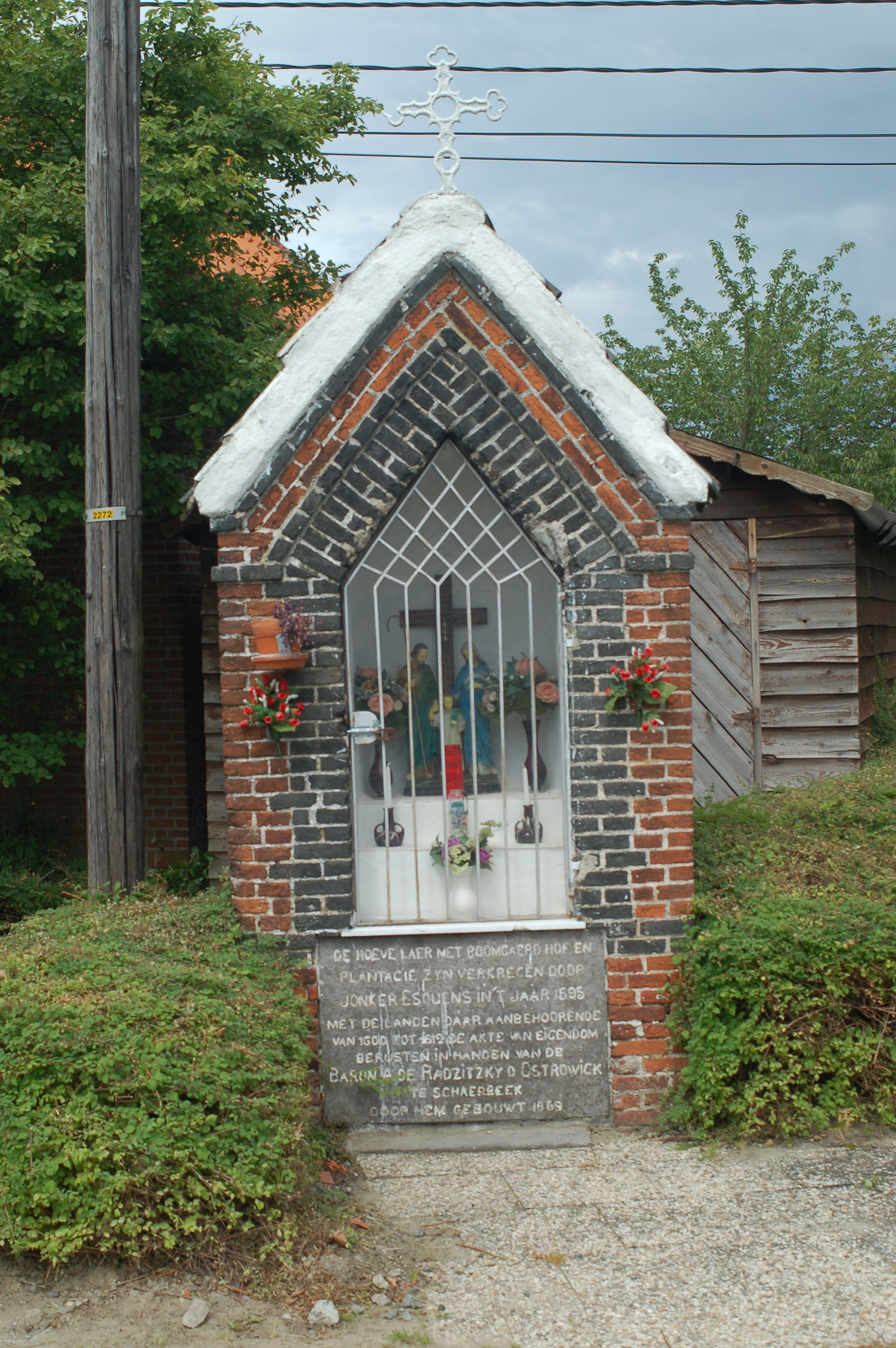
Kapel van de Heilige Familie met eeuwenoude gedenksteen
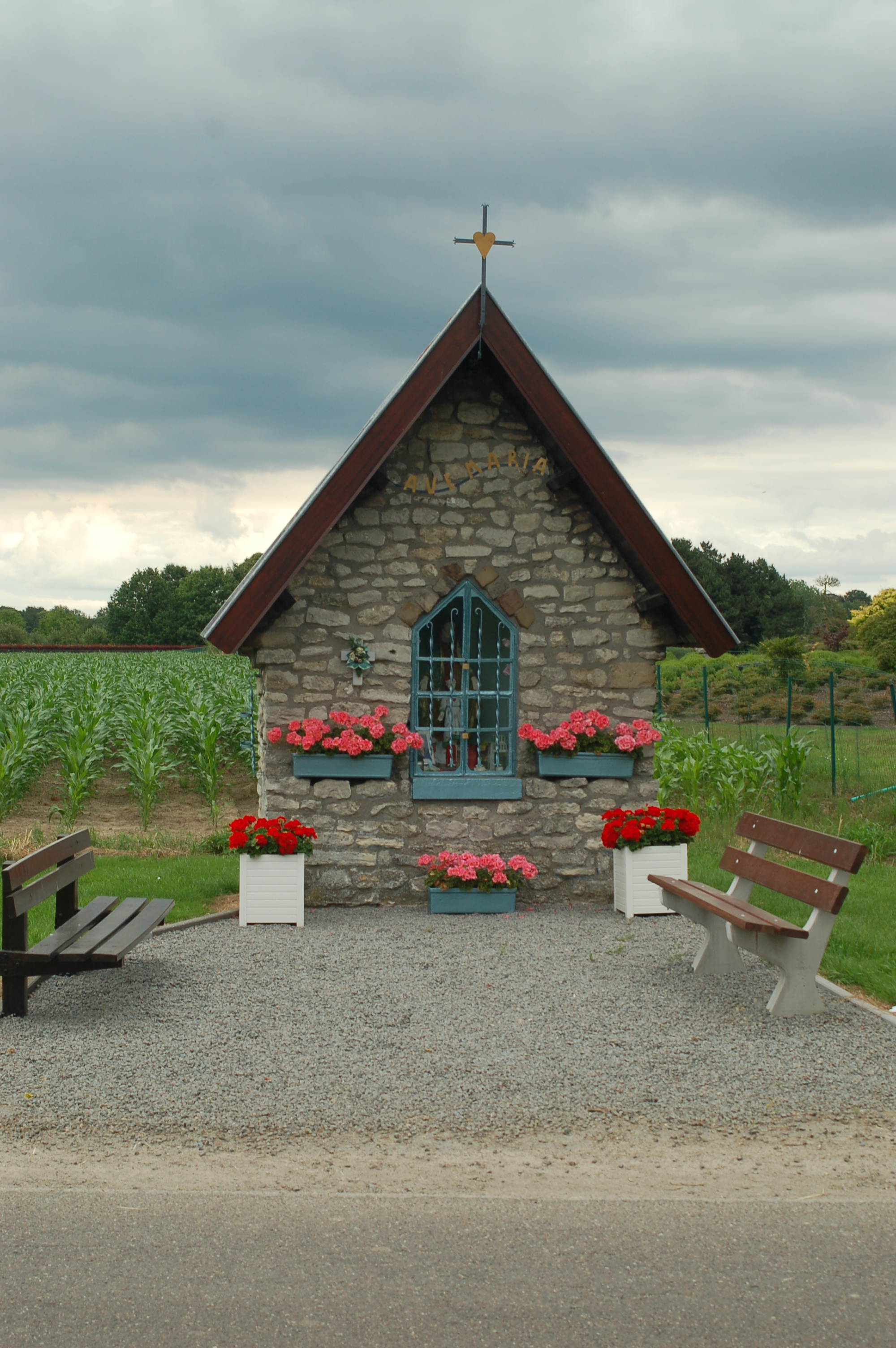
Kapel met zitbankjes erbij in de Bosstraat
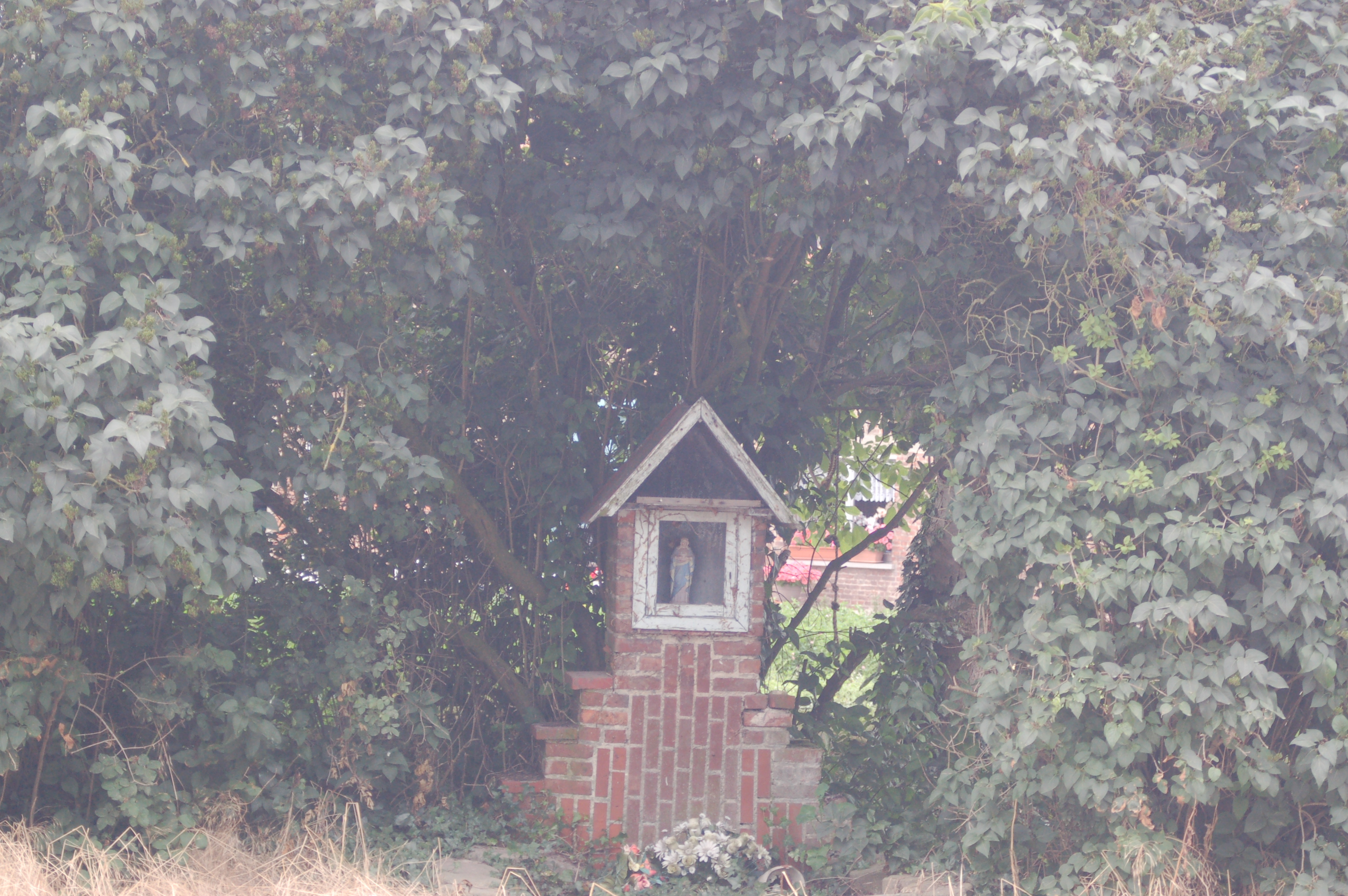
Kapelletje in de Haverenblok
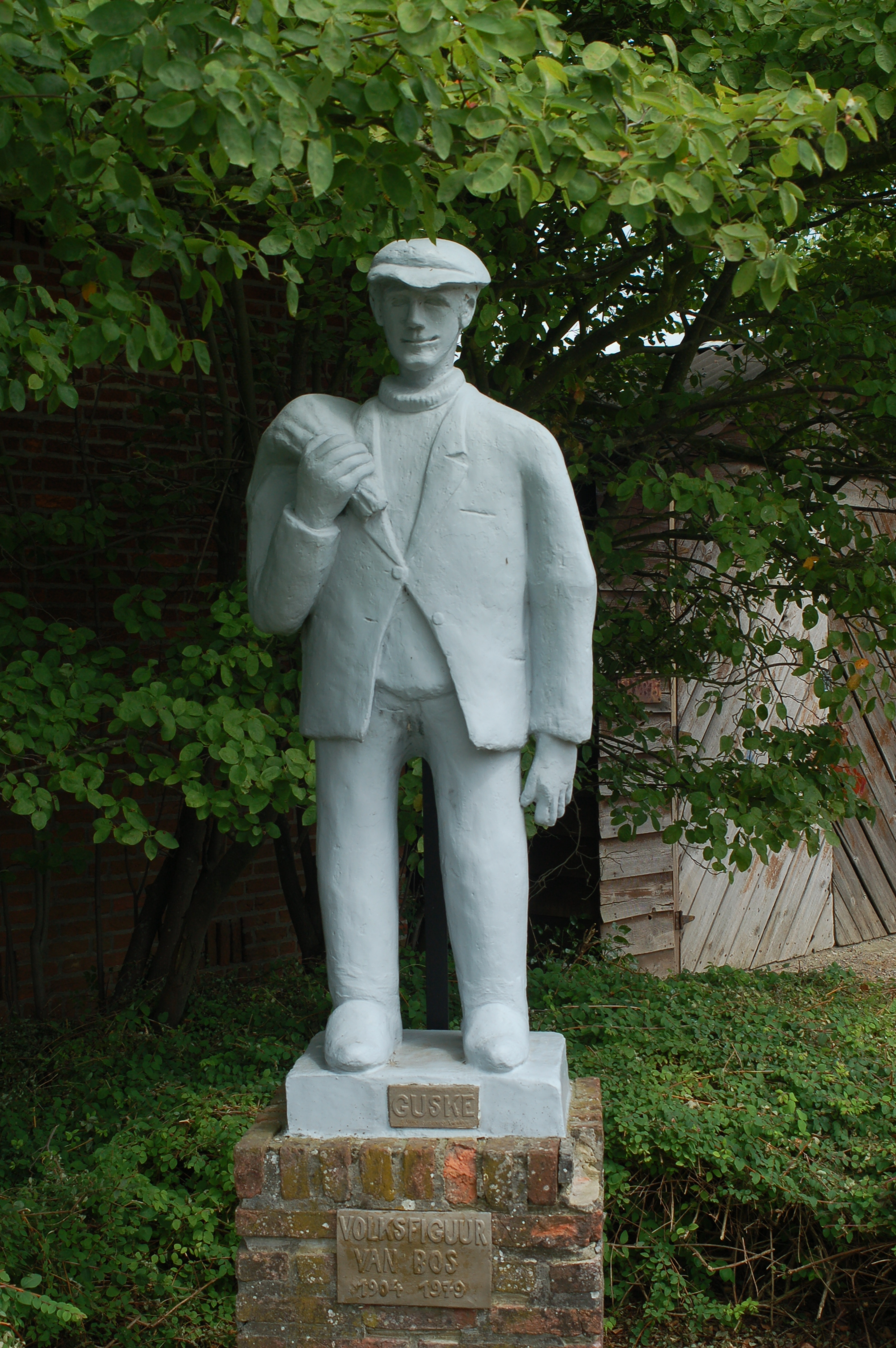
Standbeeld van "Guske"
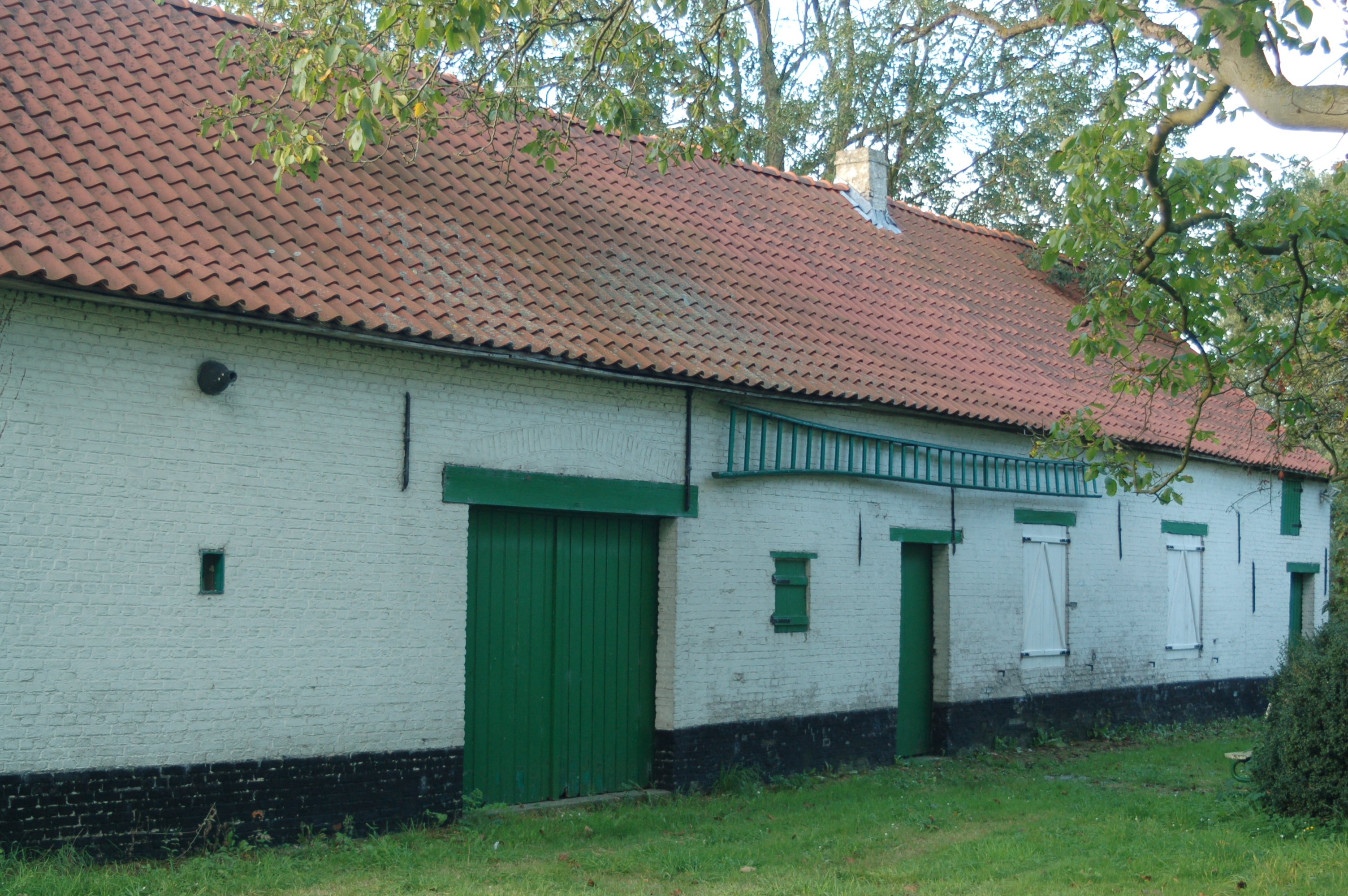
De "Sooikesikhoeve" op het Zwartland (oorsprong eind 19e eeuw)
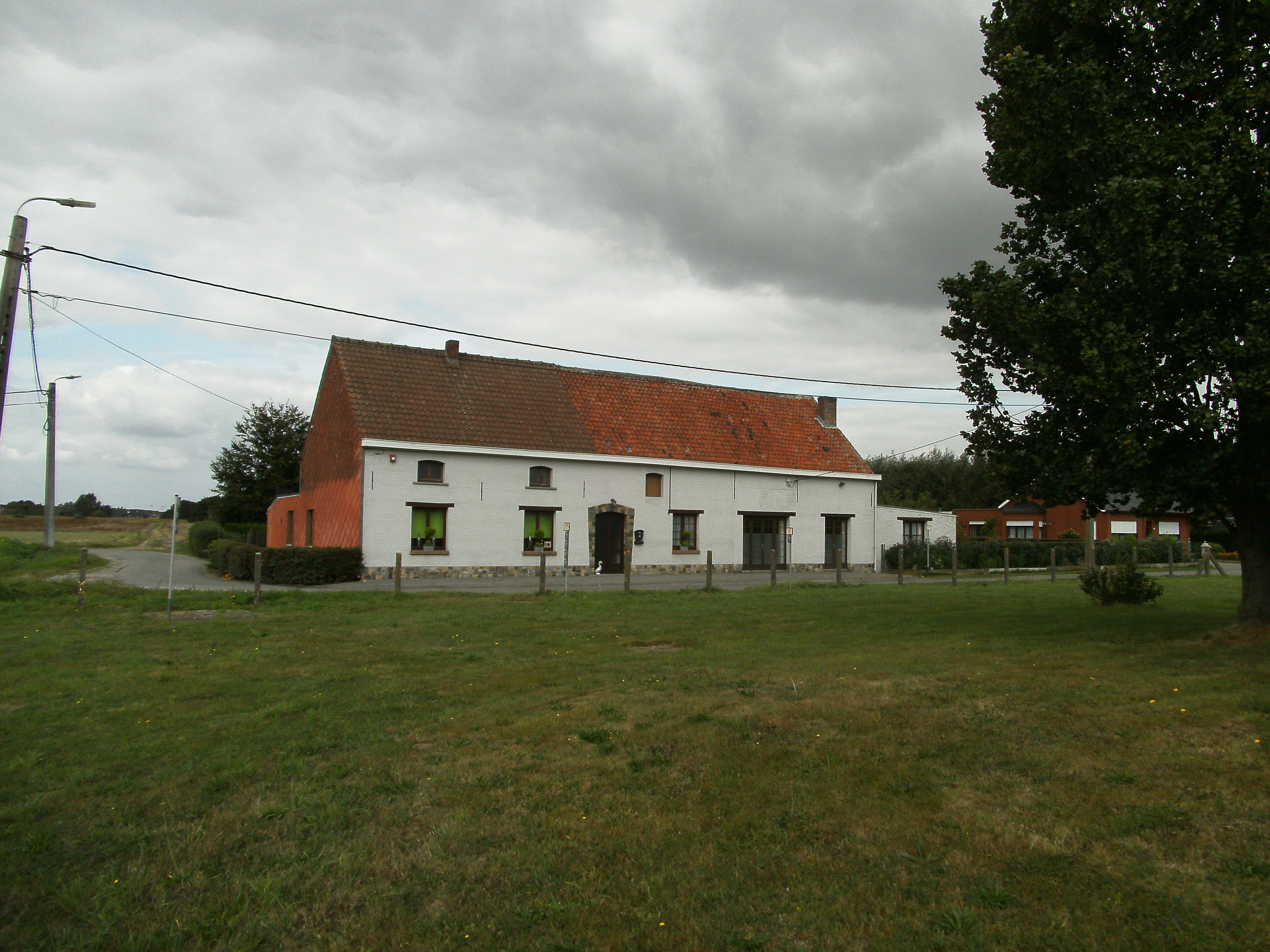
De Zwartlandhoeve op het Zwartland (oorsprong ca. 1740)

## Bekende (oud-)inwoners
- Augustinus Cantinjaeu,[18] gedurende vier jaar abt van de Abdij van Grimbergen (1909-1990)
- Jan Lauwers,[16] voormalig profwielrenner (1938)
- Rudy Haemers,[19] dirigent en saxofoonleraar (1959)
- Marleen De Doncker, Miss Vlaanderen 1989 (1965-2013)
- Pascale Bal,[20] actrice en presentatrice (1971)

Deelgemeenten: Elewijt · Eppegem · Hofstade · Weerde · Zemst

Overige dorpen en gehuchten: De Brug · Kleempoel · Werfheide · Wormelaar · Zemst-Bos · Zemst-Laar · Zwartland

Belgische gemeenten · Arrondissement Halle-Vilvoorde · Vlaams-Brabant · Vlaanderen